# Aphis remaudieri
Aphis remaudieri är en insektsart. Aphis remaudieri ingår i släktet Aphis och familjen långrörsbladlöss. Inga underarter finns listade i Catalogue of Life.